# جامعه بسته
جامعه بسته مفهومی است که در برابر جامعه باز و آزاد به کار می رود. جامعه باز به ویژه توسط کارل پوپر مطرح شده‌است. جوامع بسته در پیرامون یک ایدئولوژی رسمی که حقیقتی یکه و نهایی و غیرقابل پرسش تلقی می‌شود شکل می‌گیرند. 
برعکس، در جوامع باز، دولت پاسخگو است و دارای مکانیسم‌های سیاسی شفاف و قابل انعطاف است. برخلاف جامعه بسته، دولت در یک جامعه باز و آزاد هیچ رازی را از مردم پنهان نمی‌کند. غیر استبدادی بودن، آگاهی، آزادی‌های سیاسی و حقوق بشر از ارکان جامعه باز است.